# Dolomiaea baltalensis
Dolomiaea baltalensis là một loài thực vật có hoa trong họ Cúc. Loài này được Dar & Naqshi mô tả khoa học đầu tiên năm 1990.